# Temporada 1990-91 de Los Angeles Clippers
La temporada 1990-91 fue la séptima de los Clippers en la NBA en su nueva localización de Los Angeles, y la decimotercera en el estado de California, tras moverse desde Búfalo (Nueva York), donde disputaron ocho temporadas con la denominación de los Buffalo Braves. La temporada regular acabó con 31 victorias y 51 derrotas, ocupando el décimo puesto de la conferencia Oeste, no logrando clasificarse para los playoffs.

## Elecciones en elDraft
| Ronda | Puesto | Jugador    | Posición  | Nacionalidad   | Universidad      |
| ----- | ------ | ---------- | --------- | -------------- | ---------------- |
| 1     | 8      | Bo Kimble  | Escolta   | Estados Unidos | Loyola Marymount |
| 1     | 13     | Loy Vaught | Ala-Pívot | Estados Unidos | Michigan         |

## Temporada regular
| División Pacífico        | División Pacífico | División Pacífico | División Pacífico | División Pacífico | División Pacífico | División Pacífico | División Pacífico | División Pacífico |
| Equipo                   | G                 | P                 | %                 | PD                | Casa              | Fuera             | Div               |                   |
| ------------------------ | ----------------- | ----------------- | ----------------- | ----------------- | ----------------- | ----------------- | ----------------- | ----------------- |
| y-Portland Trail Blazers | 63                | 19                | .768              | —                 | 36–5              | 27–14             | 18-10             |                   |
| x-Los Angeles Lakers     | 58                | 24                | .707              | 5                 | 33–8              | 25-16             | 19-9              |                   |
| x-Phoenix Suns           | 55                | 27                | .671              | 8                 | 32–9              | 23-18             | 17–11             |                   |
| x-Golden State Warriors  | 44                | 38                | .537              | 19                | 30–11             | 14–27             | 13–15             |                   |
| x-Seattle SuperSonics    | 41                | 41                | .500              | 22                | 28-13             | 13–28             | 12-16             |                   |
| Los Angeles Clippers     | 31                | 51                | .378              | 32                | 23–18             | 8-33              | 10-18             |                   |
| Sacramento Kings         | 25                | 57                | .305              | 38                | 24-17             | 1–40              | 9–19              |                   |

## Estadísticas
| Rk | Jugador         | Edad | P  | PT | MP   | TC  | TCI  | %TC  | T3  | T3I | %T3  | TL  | TLI | %TL   | RO  | RD  | RT   | AS  | RB  | TAP | BP  | FP  | PTS  |
| -- | --------------- | ---- | -- | -- | ---- | --- | ---- | ---- | --- | --- | ---- | --- | --- | ----- | --- | --- | ---- | --- | --- | --- | --- | --- | ---- |
| 1  | Olden Polynice  | 26   | 31 | 30 | 36.5 | 4.9 | 8.4  | .579 | 0.0 | 0.0 | .000 | 2.5 | 4.5 | .572  | 3.4 | 5.7 | 9.1  | 0.8 | 0.5 | 0.4 | 1.1 | 3.2 | 12.3 |
| 2  | Charles Smith   | 25   | 74 | 74 | 36.5 | 7.4 | 15.8 | .469 | 0.0 | 0.1 | .000 | 5.2 | 6.5 | .793  | 2.9 | 5.3 | 8.2  | 1.8 | 1.1 | 2.0 | 2.2 | 3.6 | 20.0 |
| 3  | Ron Harper      | 27   | 39 | 34 | 35.5 | 7.3 | 18.7 | .391 | 1.2 | 3.8 | .324 | 3.7 | 5.6 | .668  | 1.5 | 3.3 | 4.8  | 5.4 | 1.7 | 0.9 | 3.3 | 2.8 | 19.6 |
| 4  | Benoit Benjamin | 26   | 39 | 38 | 34.3 | 5.9 | 11.9 | .492 | 0.0 | 0.0 |      | 3.2 | 4.3 | .728  | 2.4 | 9.6 | 12.0 | 1.9 | 0.7 | 2.3 | 3.5 | 2.8 | 14.9 |
| 5  | Ken Norman      | 26   | 70 | 45 | 33.0 | 7.4 | 14.8 | .501 | 0.1 | 0.5 | .188 | 2.5 | 3.9 | .629  | 2.5 | 4.6 | 7.1  | 2.3 | 0.9 | 0.9 | 2.0 | 2.7 | 17.4 |
| 6  | Gary Grant      | 25   | 68 | 65 | 31.0 | 3.9 | 8.6  | .451 | 0.1 | 0.6 | .231 | 0.8 | 1.1 | .689  | 1.0 | 2.1 | 3.1  | 8.6 | 1.5 | 0.2 | 3.1 | 2.8 | 8.7  |
| 7  | Danny Manning   | 24   | 73 | 47 | 30.1 | 6.4 | 12.4 | .519 | 0.0 | 0.0 | .000 | 3.0 | 4.2 | .716  | 2.3 | 3.5 | 5.8  | 2.7 | 1.6 | 0.8 | 2.6 | 3.8 | 15.9 |
| 8  | Winston Garland | 26   | 69 | 26 | 24.7 | 3.2 | 7.5  | .426 | 0.1 | 0.4 | .154 | 1.7 | 2.3 | .752  | 0.7 | 2.2 | 2.9  | 4.6 | 1.4 | 0.1 | 1.7 | 2.7 | 8.2  |
| 9  | Jeff Martin     | 24   | 74 | 26 | 18.0 | 2.9 | 6.9  | .422 | 0.4 | 1.2 | .307 | 0.9 | 1.4 | .680  | 0.7 | 1.1 | 1.8  | 0.9 | 0.5 | 0.4 | 0.7 | 1.4 | 7.1  |
| 10 | Bo Kimble       | 24   | 62 | 22 | 16.2 | 2.6 | 6.7  | .380 | 0.3 | 1.0 | .292 | 1.5 | 1.9 | .773  | 0.7 | 1.2 | 1.9  | 1.2 | 0.5 | 0.1 | 1.2 | 2.5 | 6.9  |
| 11 | Loy Vaught      | 22   | 73 | 0  | 16.1 | 2.4 | 4.9  | .487 | 0.0 | 0.0 | .000 | 0.7 | 1.0 | .662  | 1.7 | 3.1 | 4.8  | 0.5 | 0.3 | 0.3 | 0.7 | 1.8 | 5.5  |
| 12 | Tom Garrick     | 24   | 67 | 0  | 14.2 | 1.5 | 3.5  | .424 | 0.0 | 0.3 | .000 | 0.9 | 1.2 | .759  | 0.6 | 1.3 | 1.9  | 3.3 | 0.9 | 0.0 | 1.0 | 1.5 | 3.9  |
| 13 | Ken Bannister   | 30   | 47 | 3  | 7.2  | 0.9 | 1.7  | .531 | 0.0 | 0.0 | .000 | 0.5 | 1.4 | .385  | 0.7 | 1.3 | 2.0  | 0.2 | 0.1 | 0.1 | 0.5 | 1.6 | 2.4  |
| 14 | Mike Smrek      | 28   | 10 | 0  | 7.0  | 0.3 | 1.6  | .188 | 0.0 | 0.0 |      | 0.4 | 0.8 | .500  | 0.4 | 1.5 | 1.9  | 0.3 | 0.1 | 0.3 | 0.1 | 1.8 | 1.0  |
| 15 | Greg Butler     | 24   | 9  | 0  | 4.1  | 0.6 | 2.1  | .263 | 0.0 | 0.0 |      | 0.4 | 0.7 | .667  | 0.9 | 0.9 | 1.8  | 0.1 | 0.0 | 0.0 | 0.4 | 1.0 | 1.6  |
| 16 | Cedric Ball     | 22   | 7  | 0  | 3.7  | 0.4 | 1.1  | .375 | 0.0 | 0.0 |      | 0.3 | 0.3 | 1.000 | 0.7 | 0.9 | 1.6  | 0.0 | 0.0 | 0.3 | 0.3 | 0.7 | 1.1  |